# Línea 54 de TMB
La línea 54 es una línea regular de autobús urbano de la ciudad de Barcelona gestionada por la empresa TMB. Hace su recorrido entre la Estación del Norte y el Campus Norte, con una frecuencia en hora punta de 8-12min.

## Horarios
| 54         | Primer servicio A: Campus Norte | Primer servicio A: Estación del Norte | Último servicio A: Campus Norte | Último servicio A: Estación del Norte |
| Laborables | 05:20                           | 05:20                                 | 22:50                           | 22:45                                 |
| Sábados    | 05:20                           | 05:20                                 | 22:50                           | 22:45                                 |
| Festivos   | 06:00                           | 06:00                                 | 22:50                           | 22:45                                 |

## Recorrido
- De Estación del Norte a Campus Norte por: Ausiàs Marc, Roger de Flor, Gran Vía, Aribau, Córcega, Av. Sarriá, Londres, Av. Josep Tarradellas, Marqués de Sentmenat, Vallespir, Av. de Madrid, Arizala, Trav. de las Cortes, Collblanc, Cardenal Reig, Av. Dr. Marañón, Av. Diagonal, Av. del Ejército y Sor Eulalia de Anzizu.
- De Campus Norte a Estación del Norte por: Sor Eulalia de Anzizu, González Tablas, Av. Diagonal, Av. Dr. Marañón, Cardenal Reig, Collblanc, Av. de Madrid, Berlín, París, Muntaner, Gran Vía, Nápoles, Caspe, Cerdeña y Alí-Bei.

## Otros datos
| Prestación                   | Disponibilidad en la línea |
| ---------------------------- | -------------------------- |
| Adaptada a                   | Sí                         |
| TMB iBus (tiempo de espera ) | Sí                         |
| Pantallas informativas       | Sí                         |
| Línea de tránsito rápido     | No                         |
| Circula en días festivos     | Sí                         |